# جيم فورد (ممثل)
جيم فورد (بالإنجليزية: Jim Ford)‏ مواليد 15 سبتمبر 1981 في ورسستر، الولايات المتحدة، هو ممثل ومخرج وكاتب سيناريو أمريكي بدأ مسيرته الفنية سنة 2005.

## الأعمال

### أفلام
- أوشن 11
- أنا الآن أعلن أنكما تشاك ولاري
- استطلاع
- البلدة

### مسلسلات
- الإدانة
- آل سوبرانو
- فتاة النميمة
- فرينج
- يوميات مصاص دماء

### ألعاب فيديو
- إل أيه نوار
- جراند ثفت أوتو V

## وصلات خارجية
- جيم فورد على موقع IMDb (الإنجليزية)
- جيم فورد على موقع ألو سيني (الفرنسية)
- جيم فورد على موقع أول موفي (الإنجليزية)
- جيم فورد على موقع قاعدة بيانات الفيلم (الإنجليزية)
- جيم فورد على موقع كينوبويسك (الروسية)
- الموقع الرسمي